# Pośrednictwo ubezpieczeniowe
Pośrednictwo ubezpieczeniowe – wykonywanie dystrybucji ubezpieczeń lub dystrybucji reasekuracji przez pośredników ubezpieczeniowych.
Dystrybucja ubezpieczeń oznacza działalność polegającą na doradzaniu, proponowaniu lub przeprowadzaniu innych prac przygotowawczych do zawarcia umów ubezpieczenia, na zawieraniu takich umów lub udzielaniu pomocy w administrowaniu takimi umowami i wykonywaniu ich, w szczególności w przypadku roszczenia, w tym udzielanie informacji dotyczących jednej lub większej liczby umów ubezpieczenia na podstawie kryteriów wybranych przez klienta za pośrednictwem stron internetowych lub innych mediów oraz opracowanie rankingu produktów ubezpieczeniowych obejmującego porównanie cen i produktów, lub udzielanie zniżki od ceny umowy ubezpieczenia, gdy klient jest w stanie pośrednio lub bezpośrednio zawrzeć umowę ubezpieczenia za pośrednictwem stron internetowych lub innych mediów.
Dystrybucja reasekuracji oznacza działalność – w tym również wtedy, gdy działalność ta prowadzona jest przez zakład reasekuracji bez pośrednictwa pośrednika reasekuracyjnego – polegającą na doradzaniu, proponowaniu lub wykonywaniu innych prac przygotowawczych do zawarcia umów reasekuracji lub zawieraniu takich umów, lub na udzielaniu pomocy w administrowaniu takimi umowami i wykonywaniu ich, w szczególności w przypadku roszczenia.